# Металлургический кран

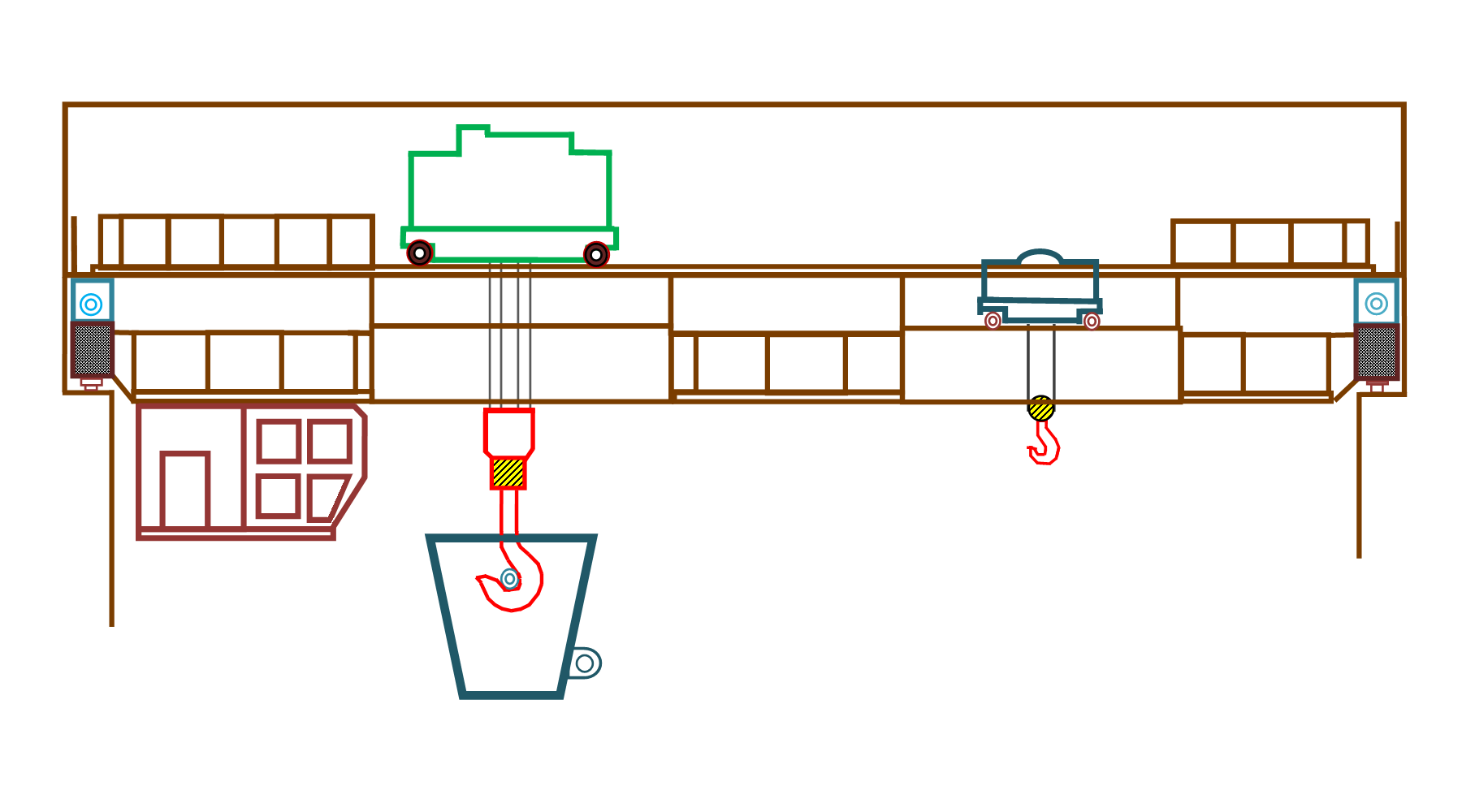
Литейный кран

Металлу́рги́че́ский кран — особый тип кранов, применяемых в технологическом процессе металлургических и машиностроительных заводов для выполнения подъёмно-транспортных и различных технологических операций.

## Общее описание
В отличие от обычного мостового крана, обслуживаемого крановщиком и стропальщиком, металлургический кран обычно управляется только машинистом. Отсутствие стропальщика требует полной механизации захватных органов металлургического крана. Чтобы осуществить захват груза, захватные органы большинства металлургических кранов имеют жёсткую подвеску, благодаря которой облегчается механизация управления подъёмно-транспортными операциями крана из кабины машиниста.
К металлургическим кранам, используемым в мартеновских цехах металлургических заводов, относятся:
- Литейные краны (миксерные, заливочные и разливочные)[1].
- Напольно-завалочные машины[1].
- Краны для раздевания мартеновских слитков[1].

В сталеплавильных цехах машиностроительных заводов находят применение:
- Мульдо-транспортные краны[1].
- Завалочные и разливочные краны[1].

В кузнечно-прессовых цехах используются:
- Ковочные краны[1].
- Кузнечные напольные манипуляторы[1].
- Посадочные краны[1].
- В термических цехах используют закалочные краны[1].

С помощью колодцевых кранов, обслуживающих отделения нагревательных колодцев прокатных цехов, осуществляют очистку подин от шлака при помощи специальных лопат. Напольно-завалочные машины и завалочные краны используют для «планирования» шихты в пламенном строительстве мартеновской печи.
Металлургические краны, работая в тяжёлых производственных условиях, испытывают четыре основных вида нагрузок:
- Статические нагрузки. Воздействуют от собственного веса и веса поднимаемых грузов[1].
- Динамические нагрузки. Возникают при разгоне и торможении механизмов и частей кранов[1].
- Ударные нагрузки. Имеют разные причины возникновения. Достаточно часто возникают соударения кранов, работающих в одном пролёте. Имеются случаи ударов хоботов завалочных кранов о колонны или печи при повороте их кабин вокруг вертикальной оси. Возникают удары колонн колодцевых кранов о стенки вертикальных нагревательных колодцев, нередки удары клещей кранов для раздевания мартеновских слитков об изложницы[1].
- Технологические нагрузки. Возникают во время «планирования» шихты завалочными машинами и кранами в мартеновских печах. Кроме того, они возникают в ковочных кранах и кузнечных манипуляторах при ковке изделий прессами и молотами, а также колодцевых кранов при чистке подин колодцев от шлака[1].

Поскольку металлургические краны обычно работают в закрытых помещениях, ветровые нагрузки на них не передаются.

## Технические характеристики
В обозначении грузоподъёмности (обозначается буквой Q) в виде дроби, например, 10/5 в числителе указывается грузоподъёмность (в т) главной лебёдки, в знаменателе — грузоподъёмность вспомогательной лебёдки, установленных на одной тележке. В обозначениях грузоподъёмности в виде суммы (например, 100+20) слагаемые означают грузоподъёмности лебёдок, установленных на разных тележках.
Грузоподъёмность металлургических кранов:
| Мульдо-магнитные                                               | 10/5; 12/7,5; 20/10                                                                                           |
| Мульдо-завалочные                                              | 3,2+20; 5+20                                                                                                  |
| Литейные (миксерные, заливочные, разливочные)                  | 100+20; 140+32; 180+63/20; 225+63/20;280+100/20; 320+100/20; 360+100/20; 400 + 100/20; 450+100/20; 500+100/20 |
| Завалочные напольные машины                                    | 10; 15 |
| Краны для раздевания мартеновских слитков (при работе клещами) | 12,5; 20; 32; 40                                                                                              |
| Краны для раздевания мартеновских слитков (при работе крюком)  | 32; 50; 80; 100                                                                                               |
| Колодцевые                                                     | 16/20; 20/50; 32/50                                                                                           |
| Посадочные                                                     | 2/10; 3 |
| Краны с лапами                                                 | 7,5; 15 |
| Ковочные                                                       | 75/30; 150/50; 250/75; 300/10                                                                                 |
| Закалочные                                                     | 30/5; 60/10                                                                                                   |

В соответствии с ГОСТ 25546-82, большинство металлургических кранов отнесено к тяжёлому (Т) и весьма тяжёлому (ВТ) режимам работы.
Высота подъёма главных тележек изменяется от 1,2 до 36 м. Так, высота подъёма груза мульдо-завалочного крана составляет 1,2 м, для раздевания слитков 5,5-6,45 м, колодцевого 6,51-7,88 м, литейного 18 и 36 м. Высота подъёма грузов вспомогательными тележками может быть более 7 м (колодцевый кран) и менее 40 м (литейный кран).
Длина пролёта мостов от 16 до 34 м.
Скорости:
- Скорость подъёма захватных органов главных тележек 0,04-0,32 м/с. Скорость движения главных тележек от 0,4 м/с (литейный кран при Q=500 т) до 1 м/с (кран с лапами).
- Так, для литейных кранов при высоте подъёма главных крюков 18 м скорость изменяется от 0,08 до 0,04 м/с соответственно при Q=100 т и Q=500 т, а при высоте подъёма 36 м, скорость изменяется от 0,2 до 0,125 м/с соответственно при Q=100 т и Q=500 т[1].
- Скорость подъёма слитков: 0,32 м/с[1].
- Скорость подъёма главной тележки завалочного крана: 0,1 м/с[1].
- Скорость подъёма груза вспомогательной тележкой: 0,2-0,25 м/с[1].
- Скорость движения кранов: от 1 м/с (литейные) до 2,6 м/с (краны с лапами)[1].

Вертикальное давление колеса крана на крановый рельс колеблется от 250 до 920 кН (для литейного крана).
Масса кранов составляет 110—705 т.

## Устройство
Мосты кранов бывают балочными и решётчатыми. Многие из них снабжены двумя механизмами передвижения. На мостах ковочных кранов расположены по четыре раздельных механизма передвижения.
В зависимости от собственного веса и веса поднимаемого груза мосты могут опираться на четыре, восемь, двенадцать или шестнадцать ходовых колёс, как например, литейные краны.
Некоторые краны имеют по одной тележке, например, краны для раздевания слитков, посадочные, с лапами. Другие краны снабжены двумя тележками — главной и вспомогательной, например, мульдо-магнитные, завалочные, литейные, колодцевые, ковочные, закалочные. Некоторые из вспомогательных тележек оборудуют двумя механизмами подъёма (литейные краны).
По конструктивному исполнению вспомогательные тележки мало отличаются от тележек мостовых кранов общего назначения. Конструкции главных тележек в зависимости от выполняемых краном подъёмно-транспортных операций при обслуживании технологических процессов металлургических производств весьма разнообразны.

## Мульдо-магнитный кран

### Устройство
Мульдо-магнитный кран имеет мост, по которому перемещается одна или две тележки. При двух тележках одна из них должна быть магнитной, а вторая — мульдовой. Мульдовый захват приспособлен для подъёма специальных мульд (корыт).
Имеются краны, имеющие одну общую магнитно-мульдовую тележку или тележки только с мульдовыми захватами. Мульдо-захватное устройство крана приводится в движение механизмом подъёма и механизмом управления мульдовыми захватами, связанные канатом с барабаном. Канат через блок направлен на среднюю нарезку подъёмного барабана. Кратность полиспаста этого каната равна двум. Рама мульдовых захватов подвешена на восьми ветвях канатов, четыре из которых навиты на четыре нарезки подъёмного барабана. Кратность полиспаста канатов подъёма равна двум. Оба механизма (подъёма и управления захватами) могут работать раздельно и совместно. Мульдовые захваты открываются при наматывании каната на барабан, а закрываются под действием собственного веса при обратном его вращении. Благодаря большой длине барабана возможно широко расставить блоки полиспаста механизма подъёма, что способствует устойчивости мульдового захвата при работе крана и меньшему раскачиванию его при разгоне и торможении тележки и моста.

## Мульдо-завалочный кран

### Устройство
Мульдо-завалочный кран состоит из моста и двух тележек. Кран имеет обычную конструкцию моста мостового крана и один общий или два раздельных механизма передвижения. На мосту устанавливаются главная и вспомогательная тележки.
Рабочий захватный орган выполнен в виде хобота, который поступательно перемещается вверх и вниз вместе с колонной и раскачивается в вертикальной плоскости. Этим хоботом кран захватывает мульды с шихтой и транспортирует в мартеновскую печь.
Тележка имеет раму с шахтой, колонну с кабиной, раму мундштука с хоботом и стопор мульды. При помощи механизма подъёма осуществляется подъём или опускание колонны с кабиной, подвешенной через блоки на ветвях каната, концы которых крепятся на барабане. При подъёме колонна скользит по вкладышам верхней и нижней траверс. В нижней части колонны на шарнире закреплена рама. Посредством кривошипно-шатунного механизма производится качание этой рамы, и следовательно, подъём или опускание мульды.
Вращение вокруг горизонтальной оси мундштука с хоботом и мульдой осуществляется механизмом вращения хобота, закреплённым на раме. На одном конце мундштука установлено тихоходное зубчатое колесо, на другом — при помощи болтового или клинового соединения закрепляется хобот. Мундштук вращается в подшипниках, установленных в раме.
Мульда крепится с помощью замка на конце хобота. Привод замка осуществляется посредством рукоятки, движение от которой передаётся стопору, проходящему внутри мундштука и хобота. В задней части стопор помещён в упорном шариковом подшипнике, позволяющем ему вращаться вместе с мульдой, в то время как его привод от рукоятки, осуществляющий поступательное движение стопора вдоль хобота, не вращается. Привод стопора может быть ручным или механическим с управлением из кабины машиниста, оборудованной сидением.
Вращение колонны осуществляется механизмом вращения, передающим движение зубчатому колесу через вертикальный вал. Зубчатое колесо выполнено разъёмным и прикреплено к вращающейся части верхней траверсы. Вращающаяся помещена в специальный кольцевой вкладыш подшипника, закреплённого в верхней траверсе. В верхней части колонны помещён упорный шарикоподшипник, который позволяет колонне с кабиной вращаться вокруг вертикальной оси. Усилие от веса колонны с кабиной передаётся через шарикоподшипник на верхнюю траверсу и её канатные блоки.

### Применение
Мульдо-завалочный кран применяют в сталеплавильных цехах машиностроительных заводов для захвата хоботом мульды с шихтой и транспортировки её в мартеновскую печь.

## Напольно-завалочная машина

### Устройство
Напольно-завалочные машины имеют более простую конструкцию по сравнению с мульдо-завалочными кранами.
Машина передвигается по напольному рельсовому пути. Она состоит из моста, перемещающегося по рельсам, и тележки, на раме которой закреплены механизмы и передвижения тележки и качания хобота. Рама мундштука имеет ось и качается вокруг шарнира, закреплённого на раме тележки. Устройство мундштука, хобота и стопора для закрепления мульды аналогично соответствующим механизмам для завалочного крана. Питание электрическим током механизмов машины осуществляется с помощью троллеев и токоподводов, помещаемых на мачте.
На мосту машины установлено два механизма передвижения и рельсовые пути для ведущих передних ходовых колёс тележки, расположенные на двух главных балках моста. На поясах этих балок с внутренних сторон помещены две пары рельсов для нижних задних неприводных колёс тележки. Если тележка не перемещает мульду, задние колёса опираются на нижние рельсы. При подъёме мульды равнодействующая веса тележки с грузом перемещается влево от приводных колёс, задние колёса на несколько мм приподнимаются и упираются в верхние рельсы.
Напольно-завалочная машина производит несколько операций, в том числе передвижение состава вагонеток с мульдами. Передвижение осуществляется машиной посредством мульды. Она размещена между упорами вагонеток и через них сообщает движение составу вагонеток. Установлено, что горизонтальная нагрузка на конец хобота при передвижении состава вагонеток составляет 180 кН. При этом тележка упирается одним из скользунов в вертикальный лист главной балки моста. Рама тележки повернётся и получится перекос, в результате чего задняя сторона её через ролик будет упираться в направляющую моста. Когда передвигается состав вагонеток, мост получает перекос и на реборды диагонально расположенных колёс будут действовать реакции, нормальные относительно рельсового пути.
Рама тележки иногда имеет такой перекос при работе машины, что одно из задних колёс её упирается в нижний рельс, а другое — в верхний. Во избежание скольжения задних колёс по рельсам их ось выполняют разрезной с установкой на месте разреза втулки с подшипниками. При таком конструктивном исполнении задние колёса тележки при движении по мосту вращаются в разные стороны. В других конструкциях ось задних колёс делают неподвижной, а в колёсах делают подшипники.
Исполнительный орган мульдо-завалочного крана и напольно-завалочной машины выполнен в виде хобота. Концевая его часть с наружной торцовой стороны выполнена скошенной под некоторым углом к вертикальной плоскости грани. При опускании конец хобота входит в соприкосновение с аналогичной гранью на внутренней поверхности замка мульды. Вес мульды с шихтой создаёт грузовой момент относительно замка. Замок хобота имеет выступы.
Надёжное удержание хоботом мульды обеспечивается стопорной планкой, которая крепится на конце стопора. При введении конца хобота в замок мульды стопорная планка находится во впадине хобота. После того, как конец хобота войдёт в замок мульды стопорная планка отодвигается назад стопором и попадает в прорези, которые расположены на задней стороне мульды. В результате мульда надёжно фиксируется на хоботе.

### Применение
Напольно-завалочные машины применяют в мартеновских цехах металлургических заводов.

## Литейный кран

### Описание
По назначению различают три типа литейных кранов:
- Миксерный[1].
- Заливочный[1].
- Разливочный[1].

Миксерный кран работает в миксерном отделении мартеновского цеха, заливочный — в печном и разливочный — в разливочном пролёте. Миксерный кран производит подъём ковшей с жидким чугуном со специальных железнодорожных вагонов-чугуновозов и заливку жидкого чугуна в миксер.
Миксер — специальный склад для жидкого чугуна, выполненный в виде цилиндра с внутренней огнеупорной кладкой. Вместимость миксеров составляет 1500 т. Миксер поворачивается при помощи опорно-роликового устройства и может переливать жидкий чугун в ковш, установленный на специальном электрифицированном вагоне. Этот вагон перемещает жидкий чугун в печной пролёт мартеновского цеха, где заливочный кран загружает его в мартеновские печи. Разливочный кран производит разливку жидкой мартеновской (или конверторной) стали в изложницы. Грузоподъёмность главных тележек литейных кранов 100—500 т, а вспомогательных тележек 20-100 т.

### Устройство
На рисунке показан литейный кран с двумя концевыми балками, к которыми крепятся главные балки и две вспомогательные. По главным балкам перемещается главная тележка, по вспомогательным — вспомогательная. Главная тележка с помощью механизма подъёма перемещает ковш с расплавленным металлом, вспомогательная тележка поворачивает этот ковш при разгрузке. Канаты главной тележки проходят к траверсе между главными и вспомогательными балками. Вспомогательная тележка может перемещаться под главной тележкой и производить опрокидывание ковша для заливки жидкого чугуна в мартеновскую печь или освобождение сталеразливочного ковша от шлака. .
Исполнительный (грузовой) орган литейных кранов выполнен в виде траверсы с широко расставленными пластинчатыми крюками, которые подвешены к осям. По краям траверсы расположены канатные блоки, закреплённые на осях. Последние закреплены на траверсе перпендикулярно к осям крюков. Для защиты конструкции траверсы от воздействия расплавленного металла нижнюю поверхность ковша выполняют с предохранительным листом. Расстояние между крюками зависит от размеров ковша для жидкого металла. Каждый из двух приводов механизма подъёма имеет электродвигатель и редуктор. На каждом механизме установлено по два тормоза. .
При определении грузоподъёмности литейных кранов учитывают массу ковша с расплавленным металлом, массу траверсы и подъёмных канатов. Основное отличие расчёта механизма подъёма литейного крана состоит в том, что каждый механизм подъёма рассчитывают при нормальной и аварийной работе. Учитывая опасные условия при подъёме жидкого металла, на каждом механизме подъёма установлены два тормоза. Тормозной момент определяют в соответствии с правилами Госгортехнадзора. .

### Применение
Литейные краны применяют в мартеновских цехах металлургических заводов.

## Кран для раздевания мартеновских слитков

### Описание
Они выталкивают слитки из изложниц с силой 2000, 2500, 4000 и 5000 кН. Основными рабочими органами этих кранов являются большие и малые клещи. Перед раздеванием слитков клещи сначала снимают тепловые надставки. При раздевании слитков кран иногда преодолевает силы трения, образующиеся между стенками остывающего слитка и изложницы. В некоторых случаях сталь попадает в выбоины, образующиеся на внутренних стенках изложниц. Крану приходится как бы срезать шпонки (выступы металла) в выбоинах изложницы. При этом создаются большие силы сопротивления при раздевании слитков. Поэтому краны имеют большие усилия выталкивания.

### Принцип работы
Кран выполняет три основные технологические подъёмно-транспортные операции:
1. При раздевании слитка, отлитого уширением кверху, малые клещи захватывают прибыльную часть слитка и поднимают его клещевинами вверх. В это время большие клещи упорами прижимают стенки изложницы к поддону, расположенному на вагонетке, которая перемещается по рельсовому пути цеха[1].
2. При раздевании слитка, отлитого уширением книзу, усилия действуют на стенки изложницы и слитка, слиток остаётся на поддоне, а изложница большими клещами снимается со слитка и переносится на соседние вагонетки. Усилия передаются на винтовую систему стрипперного механизма. На мост крана усилие раздевания не передаётся. При раздевании слитка малыми клещами, имеющих усилие до 2500 кН, начинают действовать усилия на слиток, затем на стенки изложницы и далее на упоры больших клещей. Усилие не передаётся на поддон. В стрипперном механизме выталкивания усилие от больших и малых клещей передаётся только на винт штемпеля и патрон. Усилие раздевания не передаётся на подъёмный механизм крана и на его мост[1].
3. Если слиток приварился к поддону, то его отрывают от него малыми клещами. При этом клещи упираются концами в поддон. При этом усилие от малых клещей передаётся на слиток, поддон и большие клещи. Усилие раздевания не передаётся на вагонетку и мост крана[1].

В мартеновских цехах машиностроительных заводов применяют одно- и двухоперационные приспособления для раздевания слитков. Они могут быть подвешены к мостовому крану или выполнены стационарными:
- Подвесные приспособления предназначены для раздевания из изложницы слитков с уширением вверх или снятия изложницы со слитка с уширением книзу[1].
- Стационарные приспособления снимают изложницы со слитков или выталкивают слитки с уширением вверх из изложниц[1].

### Устройство
Кран для раздевания мартеновских слитков имеет мост и специальную тележку. Мост крана выполнен из двух мощных балок коробчатого сечения, опирающихся на две концевые балки. Тележка крана имеет жёсткий подвес груза, большие и малые клещи которой закреплены в специальном патроне, перемещающемся по специальным направляющим, закреплённым внутри круглой шахты. Шахта жёстко присоединена к раме тележки. На раме расположены четыре механизма: передвижения тележки, подъёма, выталкивания (стрипперования) и управления большими клещами. Последние три механизма могут работать совместно или раздельно.

### Применение
Краны для раздевания мартеновских слитков применяют для раздевания стальных слитков из изложниц.

## Колодцевый кран

### Описание
Слитки подогревают до температуры 1100—1200 °C, а затем колодцевыми кранами перемещают к слитковозу, который транспортирует их к приёмному роликовому конвейеру блюминга или слябинга. При захвате слитка кран подводит тележку и опускает колонну. При этом клещи предварительно поднимаются вверх. Колонна опускается до тех пор, пока клещи расположатся напротив слитка. Затем клещи опускаются до упора их кернов в стенки слитка, после чего включается механизм подъёма. При очистке подин (сухом шлакоудалении) при помощи специальной лопаты, установленной вертикально и закреплённой на клещевой головке, на нижний торец лопаты действуют силы сопротивления движению. Кран при помощи лопаты перемещает раскалённый шлак на поду колодца в специальное отверстие в центре колодца. Шлак далее попадает в специальную вагонетку, установленную под подом колодца в специальном тоннеле.

### Устройство
Кран имеет мост и специальную тележку. Мост выполнен из двух стальных балок коробчатого сечения, которые опираются на две концевые балки. Мост крана имеет 12 ходовых колёс, тележка — четыре. Тележка состоит из рамы и колонны. Колонна может опускаться и подниматься по шахте с помощью механизма подъёма. Клещи управляются с помощью механизма управления клещами. Оба механизма подъёма работают совместно или раздельно.

### Применение
Колодцевые краны используют в отделениях нагревательных колодцев блюмингов или слябингов. Они перемещают слитки из вагонеток на подины вертикальных колодцев.

## Посадочный кран

### Устройство
Посадочные краны имеют мост и две тележки. Мост крана перемещается по крановым путям. На мосту установлены две тележки — главная и вспомогательная. Мост крана снабжается механизмом передвижения, ходовые колёса которого расположены на осях, закреплённых на концевых балках.
Нижняя часть тележки крана состоит из верхней и нижней частей с двумя шахтами, колонны с кабиной, рамы на которой закреплены клещи с механизмом зажатия заготовки. На нижней части тележки установлен механизм её передвижения. К раме нижней части прикреплена шахта, на которой смонтированы горизонтальные и вертикальные ролики, предназначенные для восприятия реакций со стороны нижних рельсов моста крана при поднятии одной стороны нижней тележки под воздействием нагрузок клещей. На нижнем поясе моста крана установлены рельсы, с которыми взаимодействуют ролики.
На верхней части тележки размещены механизмы подъёма и вращения. Механизм подъёма производит подъём и опускание колонны с кабиной посредством полиспаста. Вращение верхней части тележки происходит по круговому рельсовому пути, который закреплён на нижней тележке, с помощью механизма вращения. Устойчивость верхней части тележки обеспечивается верхними и нижними горизонтальными роликами, на которые действуют горизонтальные усилия шахты. Шахта прикреплена к раме верхней тележки. В нижней части колонны, которая имеет форму портала, установлена ось, на которой закреплена рама. Рама может поворачиваться вокруг оси с помощью механизма качания, который установлен на кронштейне колонны.
При помощи механизма качания клещи захватывают заготовки с пола цеха. Клещи поворачиваются в горизонтальной плоскости вокруг вертикальных осей. Зажим заготовки осуществляется кернами, закреплёнными на клещевинах.

## Пратцен кран

### Устройство
Пратцен кран имеет мост и специальную тележку. Мост выполнен решётчатой конструкции, состоящей из двух главных (балки главные двутаврового сечения, или коробчатого сечения при неферменной конструкции моста), двух вспомогательных ферм, двух верхних горизонтальных и двух нижних горизонтальных ферм. Эти фермы закреплены по краям двумя концевыми балками. Механизм передвижения расположен в середине моста и вращает ходовые колёса, существует также схема развернутого раздельного привода, где приводными являются 4 колеса.
Тележка крана с лапами состоит из двух частей — верхней (поворотной) и нижней (неповоротной). На верхней части размещены механизм подъёма с барабаном, механизм управления опрокидом и механизм поворота. На нижней тележке установлен механизм движения. Ходовые колёса верхней тележки перемещаются по верхнему рельсу. Обычно верхняя тележка опирается на три ходовых колеса или три двухколёсных балансира, расположенных под углом 120° друг относительно друга. Одно колесо (или один балансир) выполнено приводным. Второй рельс предназначен для опирания на него горизонтальных неприводных роликов, установленных на шахте рамы верхней тележки. Благодаря этим роликам верхняя тележка более устойчива при работе крана. Траверса подвешена на канатах механизма подъёма и механизма управления опрокидом. Оба механизма работают совместно или раздельно.
Во время опрокидывания опрокида канаты, наматываясь на барабаны, поворачивают траверсу. В результате этого движения груз (прокатные изделия) сползает с опрокида на место складирования. При вращении барабанов в противоположном направлении лапы возвращаются в горизонтальное положение. Для предотвращения раскачивания траверсы с опрокидом при разгоне и торможении моста и тележки крана на осях, совпадающих с осями блоков, крепят две штанги. Они располагаются вертикально в направляющих, укреплённых в шахте. Благодаря этим штангам траверса не получает сильного раскачивания при неустановившемся движении. Совпадение горизонтальных осей штанг с осями блоков позволяет поворачивать траверсу при сбрасывании металла с опрокида и производить её вращение вокруг вертикальной оси.
Кроме лап, траверса снабжена электромагнитами и крюком. При работе электромагнитов траверса поднимается, поворачиваясь на угол не менее 45 º. Для безопасности работы после взятия магнитами груза опрокид опускаются. Если при транспортировке будет отключён ток, то груз падает на опрокид.

## Ковочный кран

### Описание
Ковочные краны имеют грузоподъёмности от 75 до 300 т. Грузоподъёмность кранов определяется как сумма масс заготовки, приспособлений (патрона, оправки), применяемых для захвата заготовки и кантователя, производящего вращение заготовок.

### Принцип работы
В зависимости от способа передвижения ковочными кранами заготовок различают:
- Ковку заготовок с применением патрона[1].
- Ковку заготовок без патрона[1].
- Ковку заготовок на оправке[1].

Для манипулирования заготовкой в процессе ковки с помощью патрона производится подкатка её цапфы. Закрепление заготовки в патроне осуществляется его навинчиванием на предварительно закатанную цапфу заготовки. Патрон вращается относительно горизонтальной оси цепью кантователя и противовесом вспомогательного подъёма. С применением патрона производится главным образом вытяжка коротких заготовок. Особенностью поддержания заготовок с помощью патрона является то, что консольное расположение заготовки относительно точек подвеса патрона создаёт на цепь кантователя значительно большую нагрузку, чем вес заготовки.
При каждом нажатии верхнего бойка заготовка смещается вниз на половину хода верхнего бойка. Вместе с заготовкой смещается вниз и цепь кантователя. При неподвижном противовесе цепь кантователя имеет меньшее смещение, чем заготовка.
Отставание в смещении происходит вследствие перекоса осей цапф, который возникает при наличии зазора в месте соединения заготовки с патроном или вследствие пластического изгиба цапфы.

### Устройство
Ковочные краны снабжены главной и вспомогательной тележками, перемещающимися по главному и вспомогательным мостам, соединённым между собой шарнирными сцепами. Кабина закреплена на главном мосту. На крюке главной тележки подвешен ковочный кантователь, удерживающий при помощи шарнирной цепи заготовку.
Мосты крана перемещаются по одному крановому пути. На главной тележке установлены привод механизма главного подъёма и неподвижные блоки канатного полиспаста, закреплённые на пружинах-амортизаторах. На крюке главного подъёма установлен ковочный кантователь с шарнирной цепью, которая поддерживает патрон. В патроне закреплена цапфа слитка. Ковка осуществляется верхним бойком пресса.
В связи с тем, что масса слитка значительная, патрон выполнен достаточно большой длины. На его конце установлен противовес, выполненный в виде кольца и подвешенный посредством цепи к крюку вспомогательного подъёма, установленного на тележке вспомогательного моста. Механизмы передвижения ковочных кранов установлены на главных мостах.

### Применение
Ковочные краны применяют в кузнечно-прессовых цехах для ковки поковок прессами.

## Кузнечный манипулятор

### Описание
Манипуляторы имеют меньшую грузоподъёмность (до 75 т) по сравнению с ковочными кранами, однако они более маневренны. Обычно многие из них имеют механизмы захвата, вращения вокруг горизонтальной оси, подъёма, качания, передвижения и иногда вращения вокруг вертикальной оси.

### Устройство
Конструкция показана на примере полноповоротного напольного кузнечного манипулятора, состоящего из ходовой и поворотной частей. На канатах механизма качания манипулятора крепится конец хобота с клещевым захватным механизмом. Рама хобота подвешена на оси механизма подъёма. Удары бойка пресса или молота смягчаются пружинными амортизаторами, которые передают динамические усилия на конструкцию поворотной части. Вращение заготовки в клещах осуществляется электродвигателем механизма вращения, который закреплён на раме хобота.
Зажим заготовки клещами осуществляется сжатым воздухом от установленного на задней стороне манипулятора компрессора. Хобот с клещами имеет головку, которая крепится на конце хобота при помощи клиньев. Воздухораспределительное устройство хобота подаёт воздух в заднюю или переднюю полости цилиндра. При этом рычаги клещей раскрываются или сдвигаются и через щёки клещей освобождают или захватывают заготовку поковки.

### Применение
Напольные кузнечные манипуляторы, так же как и ковочные краны, обслуживают прессы и молоты при ковке изделий.

## Закалочный кран

### Описание
Первые типы закалочных кранов имели скорость опускания груза, превышающую скорость подъёма всего лишь в 2-3 раза. Конструкции этих кранов почти не имели отличий по сравнению с обычными мостовыми кранами. Увеличение скорости опускания груза в закалочных кранах производилось за счёт свободного падения груза. Опускающийся груз, связанный посредством механизма с подъёмным двигателем, приводил его во вращение, то есть заставлял его работать в качестве генератора. В этих кранах допускается увеличение частоты вращения двигателя более чем в 2-3 раза по сравнению с нормальной частотой вращения (тиристорный привод). 
Тормозные устройства для быстрого опускания груза должны удовлетворять следующим требованиям:
- Обеспечивать постоянную скорость при спуске груза независимо от его массы. [1]
- Осуществлять надёжное и плавное торможение на коротком пути (100—150 мм). [1]
- Надёжно удерживать груз в подвешенном состоянии. [1]

Процесс закалки изделий требует равномерного погружения их в закалочную жидкость, так как при неравномерном опускании качество закалки ухудшается. Чем меньше будет путь торможения груза в ванне, тем меньше её размеры и стоимость. Поэтому путь торможения груза, с одной стороны, должен быть наименьшим. Однако, с другой стороны, при значительной скорости опускания груза и малом пути торможения могут возникнуть большие силы инерции, которые оказывают отрицательное действие на металлоконструкции крана. 
В настоящее время созданы различные тормозные устройства для быстрого опускания груза: электрические, механические, пневматические, электромеханические, электрогидравлические, гидромеханические тормозные. 

### Устройство
Краны состоят из моста и специальной тележки. Конструкция моста обычная, как в мостовых кранах. Тележка имеет специальный механизм подъёма, производящий быстрое опускание закаливаемого предмета в охлаждаемую жидкость. Высокая скорость опускания требуется для обеспечения равномерной закалки детали по длине и толщине.

### Применение
Закалочные краны применяют в термических цехах машиностроительных заводов.